# Lophura
A Lophura vagy magyarul csirkefácán a madarak osztályának tyúkalakúak (Galliformes) rendjébe a fácánfélék (Phasianidae) családjába és a fácánformák (Phasianinae) alcsaládba tartozó nem.

## Rendszerezésük
A nemet  Fleming skót zoológus írta le 1822-ben, az alábbi fajok tartoznak ide:
- hamvas fácán vagy sziámi fácán (Lophura diardi)
- tűzfácán vagy tüzeshátú fácán (Lophura ignita)
- sárgafarkú fácán (Lophura erythrophthalma)
- csontfarkú fácán (Lophura hoogerwerfi) – vagy Lophura inornata hoogerwerfi
- Salvadori-fácán (Lophura inornata)
- fehérfarkú fácán vagy Bulwer-fácán (Lophura bulweri)
- ördögfácán vagy nepáli fácán (Lophura leucomelanos)
- ezüstfácán (Lophura nycthemera)
- nyerges fácán (Lophura swinhoii)
- vietnámi fácán vagy Edward-fácán (Lophura edwardsi)
- annami fácán (Lophura hatinhensis - vagy Lophura edwardsi hatinhensis

Egyes rendszerezők szerint a
- császárfácán (Lophura x imperialis) hibrid, önálló faj (Lophura imperialis) néven.

## Előfordulásuk
A csirkefácánok hazája Ázsia déli és délkeleti része, több fajuk Ázsia nagy szigetein is előfordul.

## Megjelenésük
A csirkefácánoknál, mint a fácánoknál általában ivari dimorfizmus figyelhető meg, a kakasok mindig élénkebb tollazatúak, mint a tojók.
Jellemző színezetük a sötétkék és vörös különböző árnyalatai. 
A különböző fajok tojói többnyire rejtőszínűek, barnásak kivéve a sárgafarkú fácán (Lophura erythrophthalma) tojóját, mely sötétkék.
A kakasok pofáján többnyire vörös színű, olykor kék csupasz foltok vannak, melyek emlékeztetnek a házi tyúk kakasának fején levő bőrfüggelékekre, emiatt kapták a csirkefácán magyar nevet. Ezek a bőrfüggelékek a Bulwer-fácán (Lophura bulweri) kakasa esetében rendkívül nagyok, dürgés idején ráadásul ezek megtelnek vérrel, és lelóghatnak egészen a földig is.
A kakasoknak ezen kívül sarkantyúi is vannak. A megnyúlt kézevezők és faroktollak kisebb mértékben ugyan, de a tojókra is jellemzőek.

## Szaporodásuk
A fajok többsége poligám. Ezeknél a fajoknál a tojók egyedül költik ki és nevelik fel a fiókákat. Csak a Salvadori-fácán (Lophura inornata) él monogám párkapocsolatban.
Többnyire 4-6 tojást raknak a tojók, a költési időszak 24-25 nap.

## Rendszerezésük problémái

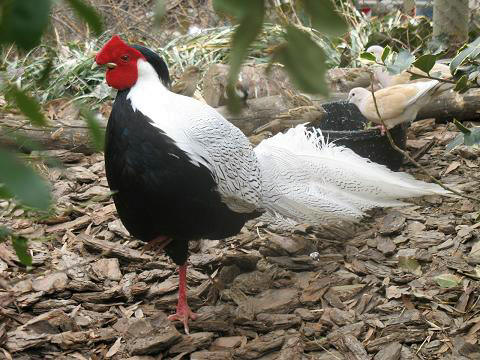
Ezüstfácán (Lophura nycthemera), ezt a fajt korábban a Gennaeus nembe sorolták

Abban hogy pontosan mely fajok is tartoznak a Lophura nembe, nincs teljes egyetértés a rendszertannal foglalkozó kutatók között. Korábban az ördögfácánt vagy nepáli fácánt (Lophura leucomelanos) és közeli rokona, ezüstfácánt (Lophura nycthemera) külön nembe, a Gennaeus nembe sorolták. Mára a legtöbb kutató beolvasztotta őket a Lophura nembe, de ez a felfogást nem minden rendszer fogadja el, egyesek továbbra is külön nem két fajaként tartja számon őket.
Maga a Lophura nemben sem teljes az egység, korábban csak a tűzfácán (Lophura ignita) tartozott a nembe, az összes többi fajt külön nemekbe sorolták. Ezek jelenleg is külön alcsoportokat képeznek. Ilyen különálló alnemekbe tartoznak a tűzhátú fácánok - (Lophura) alnem; külön csoportot alkot a nyerges fácán (Lophura swinhoii), az Edward-fácán (Lophura edwardsi) és a császárfácán (Lophura x imperialis) - (Hierophasis) alnem; a sárgafarkú fácán (Lophura erythrophthalma), a Salvadori-fácán (Lophura inornata) és a csontfarkú fácán (Lophura hoogerwerfi) - (Houppifer) alnem; a hamvas fácán (Lophura diardi) - (Diardigallus) alnem; és külön csoportot képez a fehérfarkú fácán vagy Bulwer-fácán (Lophura bulweri) is - (Lobiophasis) alnem.

## Képek

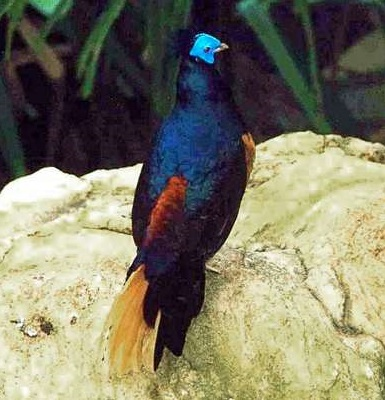
Tűzfácán (Lophura ignita)
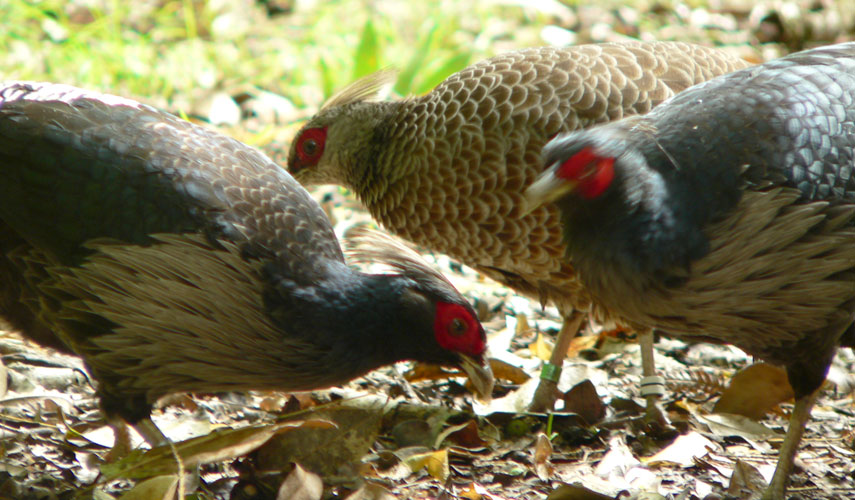
Ördögfácán (Lophura leucomelanos)
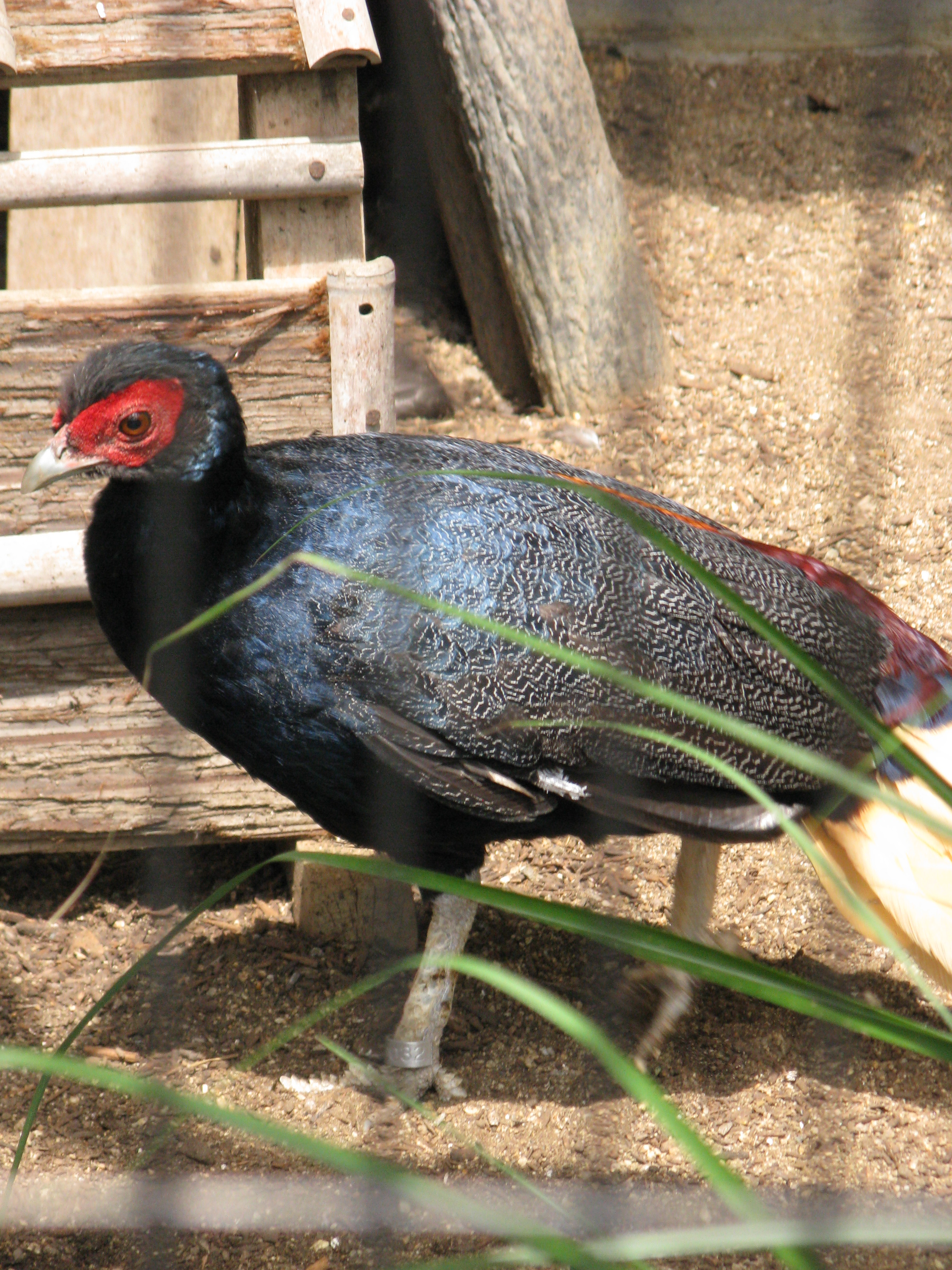
Sárgafarkú fácán (Lophura erythrophthalma)
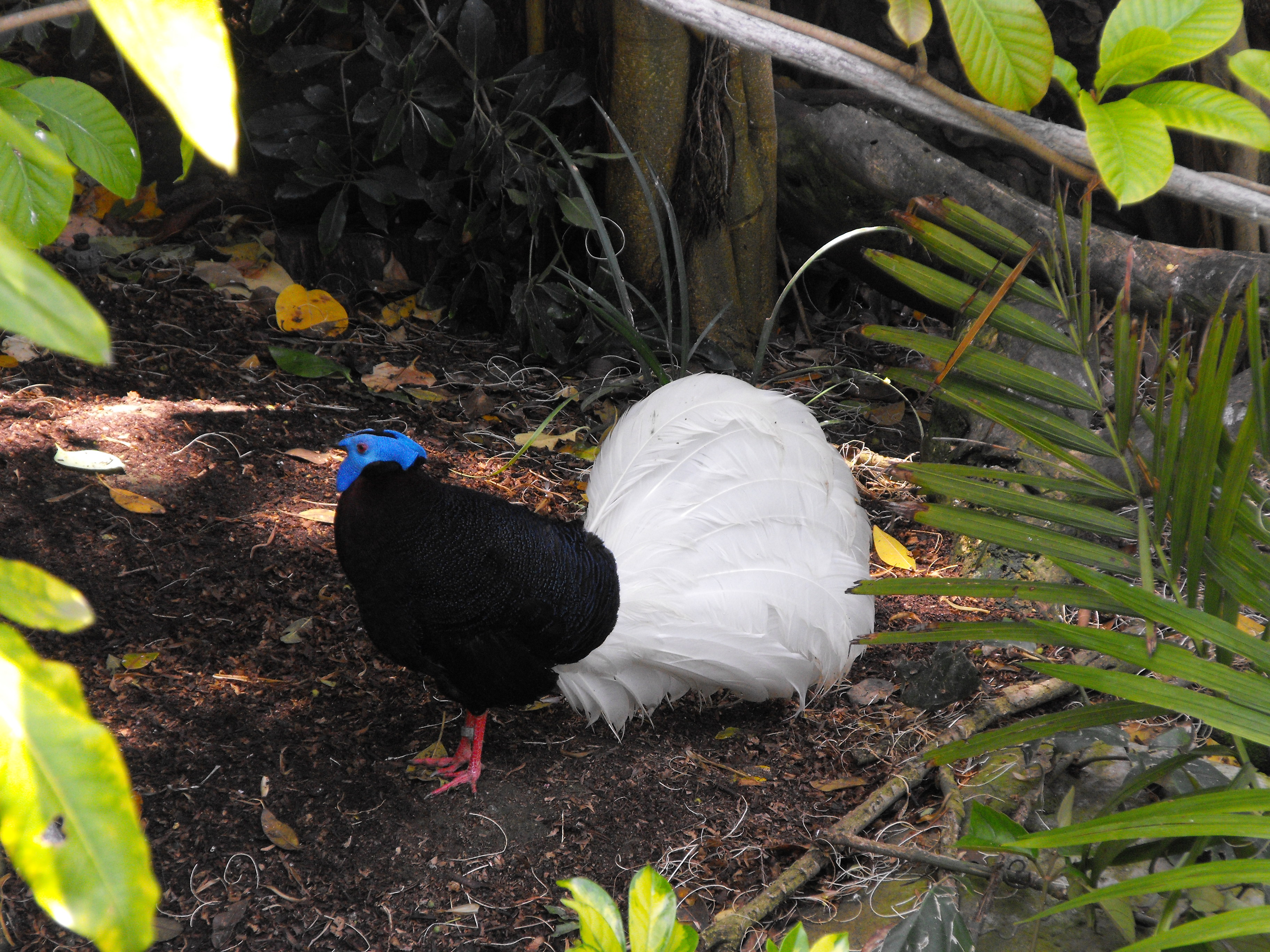
Fehérfarkú fácán (Lophura bulweri)